# Epiperipatus vespucci
Epiperipatus vespucci är en klomaskart som beskrevs av Charles Thomas Brues 1914. Epiperipatus vespucci ingår i släktet Epiperipatus och familjen Peripatidae. Inga underarter finns listade i Catalogue of Life.